# Shelby (Alabama)
Shelby es un lugar designado por el censo ubicado en el condado de Shelby en el estado estadounidense de Alabama. En el Censo de 2010 tenía una población de 1044 habitantes y una densidad poblacional de 34,16 personas por km².

## Geografía
Shelby se encuentra ubicado en las coordenadas 33°6′25″N 86°35′8″O / 33.10694, -86.58556. Según la Oficina del Censo de los Estados Unidos, Shelby tiene una superficie total de 49.18 km², de la cual 48.59 km² corresponden a tierra firme y (1.21%) 0.59 km² es agua.

## Demografía
Según el censo de 2010, había 1044 personas residiendo en Shelby. La densidad de población era de 34,16 hab./km². De los 1044 habitantes, Shelby estaba compuesto por el 90.42% blancos, el 6.9% eran afroamericanos, el 0.19% eran amerindios, el 0.19% eran asiáticos, el 0% eran isleños del Pacífico, el 0.67% eran de otras razas y el 1.63% pertenecían a dos o más razas. Del total de la población el 2.3% eran hispanos o latinos de cualquier raza.